# Karlo Bulić
Karlo Bulić (Trst, 12. svibnja 1910. – Beograd, 19. listopada 1986.), hrvatski glumac, zapamćen po ulozi Dotura Luigija u TV-seriji Naše malo misto.
Karlo Bulić, nezaboravni doktor Luigi iz TV serije "Naše malo misto", rođen je 12. svibnja 1910. godine u Trstu, kao četvrti sin u obitelji uglednog tršćanskog trgovca vinom, rodom iz Tugara - Poljica u Dalmaciji. Bezbrižno djetinjstvo prekida Prvi svjetski rat, a očeva smrt (brod kojim je 1918. godine plovio u Dalmaciju bio je torpediran) zauvijek ga je odvratila od želje da postane pomorac.
Htio je biti i pomorac, i slikar, i pilot, i doktor, ponajmanje glumac, ali "... život mi je bio jako buran, a priroda ni slučajno avanturistička. Ja sam zapravo strašljiv čovik. Ne volim ulaziti u avanture, u nepoznanice. A ipak, život me je uvik gura i gura, baš u takve situacije..."
Otišao je u vojsku, u avijaciju. U glumačke vode upada slučajno, sredinom tridesetih, kada se pridružuje putujućoj glumačkoj skupini "Talija", s kojom "igra sve i svašta, ali bila je to prava glumačka škola, škola zanata..." Zatim je došao Drugi svjetski rat i Bulić je najprije bio rezervist Kraljevske vojske, a potom u partizanima.
Prvi poslijeratni angažman mu je u Hrvatskom narodnom kazalištu u Splitu, odakle 1947. godine stiže u Beograd u tek osnovano Jugoslavensko dramsko kazalište (JDP): "Bio sam, doslovno, prestrašen. Kakvi glumci, asti boga! A kad je Bojan Stupica prolazio pokraj nas, mi nismo disali da ga ne bismo - dekoncentrirali..." pripovijedao je. Prva uloga u JDP-u bila je na dan otvaranja teatra u Cankarevom "Kralju Betajnove" koji je režirao Bojan Stupica 1948. godine. 
Glumio je svuda, ali je JDP ostalo njegovo matično kazalište do mirovine 1971. godine i uloge u Erdmanovom "Samoubojici". 
I pored brojnih uloga u kazalištu i na filmu, ono što je definitivno obilježilo karijeru Karla Bulića bila je 1970. godina i uloga doktora Luigija u seriji "Naše malo misto" po scenariju Miljenka Smoje i u režiji Danijela Marušića. Serija je praznila ulice jugoslavenskih gradova, a Bulić i njegova partnerica Asja Kisić (Bepina) postali su megazvijezde. 
Uloga ga je, kaže, uzela pod svoje: "To je moje proljeće, to su one crvene trešnje zakačene na uho djetinjstva". Međutim, kako je serija odmicala, sve su ga više poistovjećivali s ulogom. Kada je Marušić neopozivo odlučio, usprkos protestima, na seriju staviti točku, Karlo Bulić konačno može odahnuti: "Žao mi je što sam s Luigijem ubio sebe. S novim se likovima trudim, pokušavam ubiti Luigija kojeg bih se rado otarasio, smeta mi". 
Bulić je u svojoj karijeri izvrsno glumio i u "Dundu Maroju", "Ribarskim svađama", "Kralju Learu", "Ledi", "Braći Karamazovima", "Don Carlosu"... Osim glume, 14 godina je predavao masku i šminku studentima Pozorišne akademije. 
Bio je čovjek raznih zanata. Volio je more. Bio je, kažu ljudi, "Karleto, Karletino, šarmantan, duhovit, druželjubiv, topao, drag".

## Filmografija

### Filmske uloge
- "Slavica" (1947.)
- "Majka Katina" kao direktor Associated Press-a (1949.)
- "Jezero" kao Suvić (1950.)
- "Crveni cvet" kao Kolja (1950.)
- "Bakonja fra Brne" kao sudac istražitelj (1951.)
- "Dječak Mita" kao direktor fabrike (1951.)
- "Posljednji dan" kao Ivan / Vili (1951.)
- "Nevjera" kao kapetan broda (1953.)
- "Lažni car" kao Duodo (1955.)
- "Hanka" kao šumar (1955.)
- "Zle pare" kao civilni komesar (1956.)
- "Subotom uveče" kao Feričev menadžer (segment "Doktor") (1957.)
- "Na kraju puta" kao Josip Lukić (1957.)
- "Dundo Maroje" kao Dundo Maroje (1959.)
- "Dan četrnaesti" kao Žorž Arsenijević (1960.)
- "Veliki poduhvat" (1960.)
- "Karolina Riječka" (1961.)
- "Nebeski odred" (1961.)
- "Medaljon sa tri srca" kao direktor hotela (segment "Priča 2") (1962.)
- "Lito vilovito" kao don Điđi (1964.)
- "Moloh" (1964.)
- "Nešto o čemu se može govoriti" (1964.)
- "Nešto o čemu se ne može govoriti" (1964.)
- "Provereno nema mina" kao parikmakher (1965.)
- "Druga strana medalje" kao advokat Bruno (1965.)
- "Ko puca otvoriće mu se" kao profesor (1965.)
- "Ono more" (1965.)
- "Soba 17" (1965.)
- "Kreštalica" kao Joakim Vujić (1966.)
- "San" kao profesor (1966.)
- "Deseti rođaci" kao Šimun (1967.)
- "Slepi miš" (1968.)
- "Stravinja" (1968.)
- "Goli čovik" kao Tante (1968.)
- "Sile" kao advokat Šunjević (1968.)
- "Bura" (1969.)
- "I oprosti nam dugove naše" kao Petar Pedro (1969.)
- "Burza rada" (1969.)
- "Divlji anđeli" kao stari Istrijan (1969.)
- "Ljubav i neka psovka" kao Renski (1969.)
- "Golubovići" kao pogrebnik (1969.)
- "Tuberkuloza" (1969.)
- "Zagrebulje" kao doktor Luigi (1970.)
- "Pavle Pavlović" kao glavni direktor (1975.)
- "Letaći velikog neba" kao Pave (1977.)
- "Čovik i arhitektura" kao doktor (1977.)
- "Jedan dan" kao djed (1977.)
- "Okupacija u 26 slika" kao Paško (1978.)
- "Istarska rapsodija" kao Niko (1978.)
- "Pjesma od rastanka" kao Nikša Prokulić (1979.)
- "Dekreti" (1980.)
- "Servantes iz Malog Mista" kao doktor Luigi (1982.)
- "Nedeljni ručak" kao Marko Aranđelović (1982.)
- "Ustrijelite Kastora" (1982.)
- "Kiklop" kao starac (1982.)
- "Ekvinocij" kao Vlaho Slijepi (1983.)
- "Pejzaži u magli" kao Vesnin djed (1984.)
- "Zadarski memento" kao muškarac (1984.)
- "Od petka do petka" kao starac na ulici (1985.)

### Televizijske uloge
- "Letovi koji se pamte" kao Katin otac (1967.)
- "Visočka hronika" kao Jeremija Vulting (1967.)
- "TV teatar" kao Viktor Viktorović / gluhonijemi prosjak / prefekt / Valent Žganec / Vikont de Nanzak / Sabejski (1967.-1972.)
- "Naše malo misto" kao doktor Luigi (1969.-1971.)
- "Ča smo na ovon svitu" kao Duje Ponpadur (1973.)
- "Čovik i po" kao Colonello (1974.)
- "Kapelski kresovi" kao general Broatta (1975.-1976.)
- "Kapetan Mikula Mali" kao Jure (1976.)
- "Usijane glave" kao djed (1978.)
- "Prizori iz obiteljskog života" kao djed (1979.)
- "Jelenko" kao Talijan (1981.)
- "Okupacija u 26 slika" (1981.)
- "Kiklop" kao starac (1983.)